# 數碼庫
數碼庫有限公司（前港交所上市編號：8162.HK）是在1997年成立的香港公司，主要業務當時是生產電子商務、互聯網等業務。曾是華脈無綫通信旗下公司。
數碼庫在2001年12月11日在香港創業板上市，當年只有28歲的余行聰更是最年輕的香港上市公司創始人和董事會主席。公司上市後未足一年，因為發生財政問題，最終2002年被香港高等法院申請清盤，原因為發現資金不翼而飛。2005年1月26日，在未能通過復牌建議，被聯交所強制除牌。

## 外部連結
- 數碼庫傳失款 　引發「爆煲」危機 星島日報[]